# Трояново (Курская область)
Троя́ново — село в Железногорском районе Курской области. Входит в состав Студенокского сельсовета.

## География
Расположено в 7 км к западу от Железногорска на реке Буковице. Высота над уровнем моря — 223 м.

## История
Возникло в середине XVII века. Первые десятилетия после основания в Трояново не было своей церкви и местные жители ходили молиться за 5 км в церковь соседнего села Ажово. Церковь Живоначальной Троицы была построена в Трояново в 1680 году. Упоминается в списке селений Радогожского стана Комарицкой волости по переписи 1709 года.
В 1866 году в Трояново было 68 дворов, проживало 992 человека (449 мужчин и 473 женщины), действовали 19 маслобоен и мельница. В том же году усилиями священника Трояновской церкви в селе была открыта земская школа. Законоучителями в ней были приходские священники. Через село проходила дорога из Дмитровска в Михайловку, на которой располагались 2 постоялых двора. В 1877 году в Трояново было 122 двора, проживало 939 человек. 
В 1926 году в Трояново был 221 двор (из них 219 крестьянского типа), проживало 1165 человек (552 мужчины и 613 женщин), действовала школа 1-й ступени, кооперативное торговое заведение III разряда, частное торговое заведение III разряда. В то время село было административным центром Трояновского сельсовета Долбенкинской волости Дмитровского уезда.
В 1928 году село вошло в состав Михайловского (с 1965 года Железногорского) района Курской области. В 1937 году в Трояново было 205 дворов.

## Троицкий храм
Часовня, освящённая в честь Пресвятой Троицы, была построена в Трояново в 1680 году. В 1684 году здесь служили священник Давыд и дьячок Андрей Давыдов. По окладным книгам известно, что в то время трояновский священник уплачивал ежегодный налог 26 алтын и 5 денег. 
С 1705 здесь упоминается уже деревянная церковь Живоначальной Троицы, в которой священниками были Андриан Давыдов и его сын Иван. Дьячком в то время служил Игнатий Давыдов. По переписи 1711 года священником в Троицком храме был Иван Андреев, 40 лет. Его супругой была попадья Евдокия Петрова, 42 лет. Дьячками служили братья Ивана Андреева Василий и Михаил. Дьяконом в то время был его дядя Игнатий Давыдов. В 1718 году священник Иван Андреев перешёл служить в новый Успенский храм села Верхний Вандарец Рыльского уезда. Его место занял брат Василий Андреев, который вскоре умер. Приход на несколько лет остался без священника. Для совершения обрядов приходилось нанимать батюшку из соседнего села, пока сан священника не получил дьячок Дмитрий Андреев.
Около 1730 года зажиточный крестьянин Семишин построил за свои деньги на своей земле новое здание Троицкого храма. Считая его собственностью, Семишин мог не впустить в храм неугодных ему односельчан. Прихожане подали жалобу и получили разрешение на строительство церкви на новом месте. Новое здание Троицкого храма было построено в 1743 году. Реликвией храма была копия иконы Владимирской Божией Матери, особо почитаемая прихожанами, так как по молитве перед нею жители села избавились от падения скота.
К началу XX века деревянное здания церкви изрядно обветшало, и прихожане 31 января 1914 года учредили церковно-приходское попечительство для изыскания средств на построение нового деревянного храма. Однако осуществить задуманное так и не удалось, так как началась Первая Мировая война (1914—1918). 16 октября 1929 года церковь закрыли, а её здание приспособили под клуб, предварительно уничтожив купола и кресты. Деревянное здание разрушили в 60—70-е годы XX века, построив на его месте кирпичный клуб.

## Население
| 1853 | 1866 | 1877 | 1897  | 1926  | 1979 | 2002 |
| ---- | ---- | ---- | ----- | ----- | ---- | ---- |
| 971  | ↘922 | ↗939 | ↗1331 | ↘1165 | ↘335 | ↘258 |
| 2010 |      |      |       |       |      |      |
| ↘189 |      |      |       |       |      |      |

## Улицы
В селе 6 улиц:
- Заречная
- Зелёная
- Луговая
- Молодёжная
- Советская
- Центральная

## Памятники истории
Братская могила советских воинов, погибших в боях с немецко-фашистскими захватчиками в феврале 1943 года. Расположена у здания администрации. Захоронены 753 человека, фамилии 93 из них не известны. Скульптура установлена в 1952 году.